# ISO 639-3

Vista de los subestándares definidos en ISO 639. Los subestándares mostrados son -1, -2, -3, -5.Vista de los subestándares definidos en ISO 639. Los subestándares mostrados son -1, -2, -3, -5.

ISO/DIS 639-3 es la tercera parte de la familia de normas ISO 639, que tiene por objetivo codificar por medio de identificadores únicos de tres letras (Alpha-3) todas las lenguas humanas conocidas, incluyendo vivos, extintos, antiguos, históricos, artificiales o de señas, que en total se estiman entre 6000 y 7000. Están excluidos de esta norma los lenguajes de programación de computadoras.
Esta parte de la norma ISO 639 tiene por el momento el estatus de borrador (DIS por las siglas en inglés de Draft International Standard), y fue aprobada como proyecto en la reunión ISO/TC37/SC2 en agosto de 2003. Los códigos de ISO/DIS 639-3 se basan en los ya existentes en la segunda parte de la norma, ISO 639-2, e incluyen los códigos de la 15.ª edición del catálogo Ethnologue de SIL International (Summer Institute of Linguistic, Instituto Lingüístico de Verano). Esta última entidad ha sido nombrada por la Organización Internacional de Normalización (ISO), como el agente registrador de códigos para la norma ISO/DIS 639-3, lo que quiere decir que se encarga de recibir y revisar las solicitudes de nuevos códigos, así como de mantener un catálogo actualizado de códigos válidos. Según SIL, una actualización del catálogo será publicada anualmente a partir de 2006.

## Espacio de codificación
El número máximo de lenguas que pueden representarse por medio de este código puede calcularse de la siguiente manera: dado que el código utiliza 3 letras y el conjunto disponible es de 26, pueden generarse: 26 × 26 × 26 = 17576 códigos. Debido a que la norma ISO 639 debe ser consistente en todas sus partes, y en la segunda (ISO 639-2) se define un rango de 520 códigos reservados (del qaa al qtz), dos códigos especiales (mul y und) y un conjunto de 23 códigos bibliográficos (639-2(B)) para lenguas que poseen un código terminológico distinto (639(T)), el total de códigos que pueden generarse para esta norma es de 17032.

## Relación con otros catálogos

### ISO 639-1
La primera parte de la norma ISO/DIS 639 consiste en códigos de dos letras e intenta cubrir las lenguas en las que existe cierta cantidad de bibliografía técnica, mientras que la parte ISO/DIS 639-3 intenta cubrir todos los idiomas humanos conocidos, sean estos sin escritura, extintos o artificiales.

### ISO 639-2
La segunda parte de la norma ISO 639 fue diseñada con el objetivo de ser utilizada en sistemas de documentación bibliográfica, por lo que incluye aquellas lenguas que cuentan con cierto material escrito, mientras que la tercera parte pretende incluir también aquellos lenguajes que no poseen sistema de escritura y se mantienen únicamente de forma oral.
Esta parte de la norma incluye además códigos de tres letras para algunos grupos lingüísticos, los cuales no tienen correspondencia en la norma ISO/DIS 639-3 que codifica únicamente lenguas individuales, por lo que ambas normas se superponen en gran medida, pero una no es exactamente un subgrupo de la otra. Sin embargo, los códigos de tres letras son únicos a través de la norma ISO 639; es decir, no puede haber un mismo código asignado a un grupo lingüístico en la norma ISO 639-2 y a una lengua individual en la norma ISO/DIS 639-3. En el caso de códigos asignados a grupos lingüísticos, existe una tabla que relaciona estos códigos de la norma ISO/DIS 639-2 con varios lenguajes de la norma ISO 639-3.

### Ethnologue
El catálogo Ethnologue de SIL International tiene como objetivo codificar aquellas lenguas humanas vivas, o que se hayan extinguido desde la creación del catálogo en 1950, y no incluye, a diferencia del ISO/DIS 639-3, lenguas antiguas, ni artificiales. Sin embargo, el Etnología ha sido modificado a partir de la 15.ª edición de manera que sea un subconjunto de la norma ISO/DIS 639-3.

## R.F.C. 3066
El documento RFC 3066 consiste en el estándar más difundido para la identificación de idiomas en documentos de internet. Según esta norma se utilizan los códigos de dos letras de la primera parte de la norma ISO 639 cuando existan, luego, los de la segunda parte (ISO 639-2) y no especificarlo cuando no existan. Esto debido a que la tercera parte (ISO/DIS 639-3) aún tiene el estatus de borrador. Dentro de este estándar existe la posibilidad de utilizar un campo extendido en el que se puede colocar un código registrado en la ISO /DIS 639-3 y se espera que esta norma sea revisada cuando la parte ISO 639-3 sea una norma oficial.